# Herochroma nigrescentipalpis
Herochroma nigrescentipalpis är en fjärilsart som beskrevs av Louis Beethoven Prout 1916. Herochroma nigrescentipalpis ingår i släktet Herochroma och familjen mätare. Inga underarter finns listade i Catalogue of Life.